# Municipio de Paris (condado de Union)
El municipio de Paris (en inglés, Paris Township) es un municipio del condado de Union, Ohio, Estados Unidos. Tiene una población estimada, a mediados de 2022, de 28 840 habitantes.

## Geografía
Está ubicado en las coordenadas 40°14′54″N 83°22′50″O / 40.24833, -83.38056. Según la Oficina del Censo de los Estados Unidos, tiene una superficie total de 97.0 km², de la cual 96.3 km² corresponden a tierra firme y 1.7 km² están cubiertos de agua.

## Demografía
Según el censo de 2020, en ese momento había 27 167 personas residiendo en la zona. La densidad de población era de 282.1 hab./km². El 85.91% de los habitantes eran blancos, el 3.61% eran afroamericanos, el 0.21% eran amerindios, el 3.75% eran asiáticos, el 1.13% eran de otras razas y el 5.39% eran de una mezcla de razas. Del total de la población, el 3.18% eran hispanos o latinos de cualquier raza.

## Gobierno
El municipio está gobernado por una Junta integrada por tres administradores (trustees), que en agosto de 2023 son Dave Cook, Tony Eufinger y Steve Westlake.